# Broméliotvaré
Broméliotvaré (Bromeliales) je bývalý řád jednoděložných rostlin. Obsahoval jedinou čeleď, broméliovité (Bromeliaceae). V systému APG není tento řád uznáván a od verze APG II je čeleď broméliovitých zařazena do řádu lipnicotvaré (Poales).